# Geleid wapen

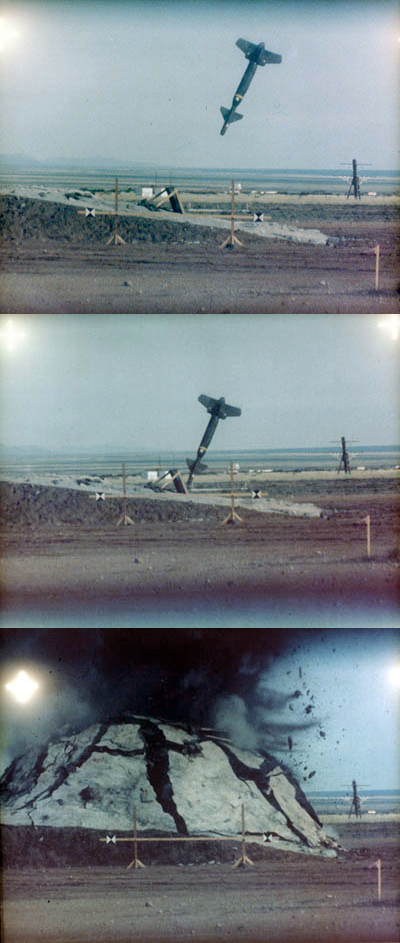
Drie beelden uit een video van de geleide raket GBU-24 Paveway III die inslaat op een oefendoelwit

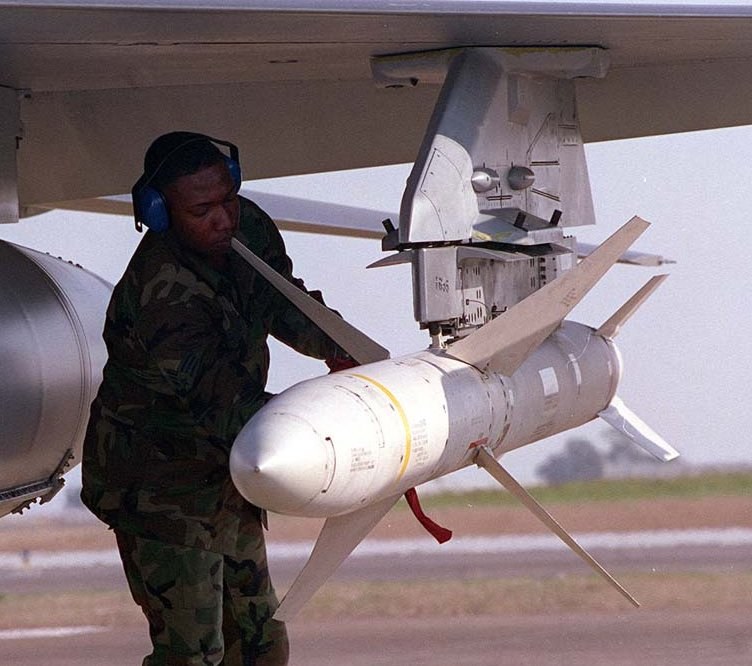
Een HARM

Een geleid wapen is een wapen dat na het afvuren nog bijgestuurd kan worden om zo de kans te vergroten dat het beoogde doel geraakt wordt. Voorbeelden zijn raketten, torpedo's, slimme bommen en kruisvluchtwapens, er wordt ook geëxperimenteerd met artilleriegranaten.
Voor het vinden van en geleiden naar het doel zijn verschillende methoden in gebruik:

## Doel vinden
- radar
- optisch (laser, televisie)
- warmte
- (geografische) positie

## Geleiding
- door degene die het wapen afvuurt
  - radio-/radarbesturing
  - draadbesturing
  - volgen van een laseraanwijzing

- door een ander
  - laseraanwijzing

- zelfstandig (Fire and Forget)
  - GPS
  - slimme 'sensoren' met computerbesturing
    - optisch
    - warmte
    - straling

## Voorbeelden
Een voorbeeld van een antivliegtuigraket is de AIM-9x Sidewinder, een hittezoekende raket die de warmte van een vliegtuigmotor opzoekt en zich erin stort. Als dat gebeurt maakt de jachtvlieger een zogenoemde 'lock', hetgeen inhoudt dat de raket met meer dan 50% kans om te raken kan worden afgevuurd.
Een voorbeeld van een lucht-grondraket is de HARM. HARM staat voor High Speed Anti Radiation Missile. Deze raket klimt met een snelheid van ongeveer 5500 km/u naar een hoogte van ongeveer 20 km, laat de hulpmotor vallen en daalt zeer langzaam aan een parachute naar beneden. Tijdens het dalen zoekt HARM naar een werkende radarinstallatie en valt aan op het moment dat die binnen bereik gekomen is. HARM kan zelfs een doel aanvallen dat is uitgeschakeld, maar dat hij al wel eerder heeft gezien. De locatie ervan wordt namelijk in een databank opgeslagen voor later gebruik.
Een voorbeeld van een luchtdoelraket is de Patriot of de inmiddels niet meer gebruikte HAWK of Nike Hercules systemen.